# Karl Gustav von Staal

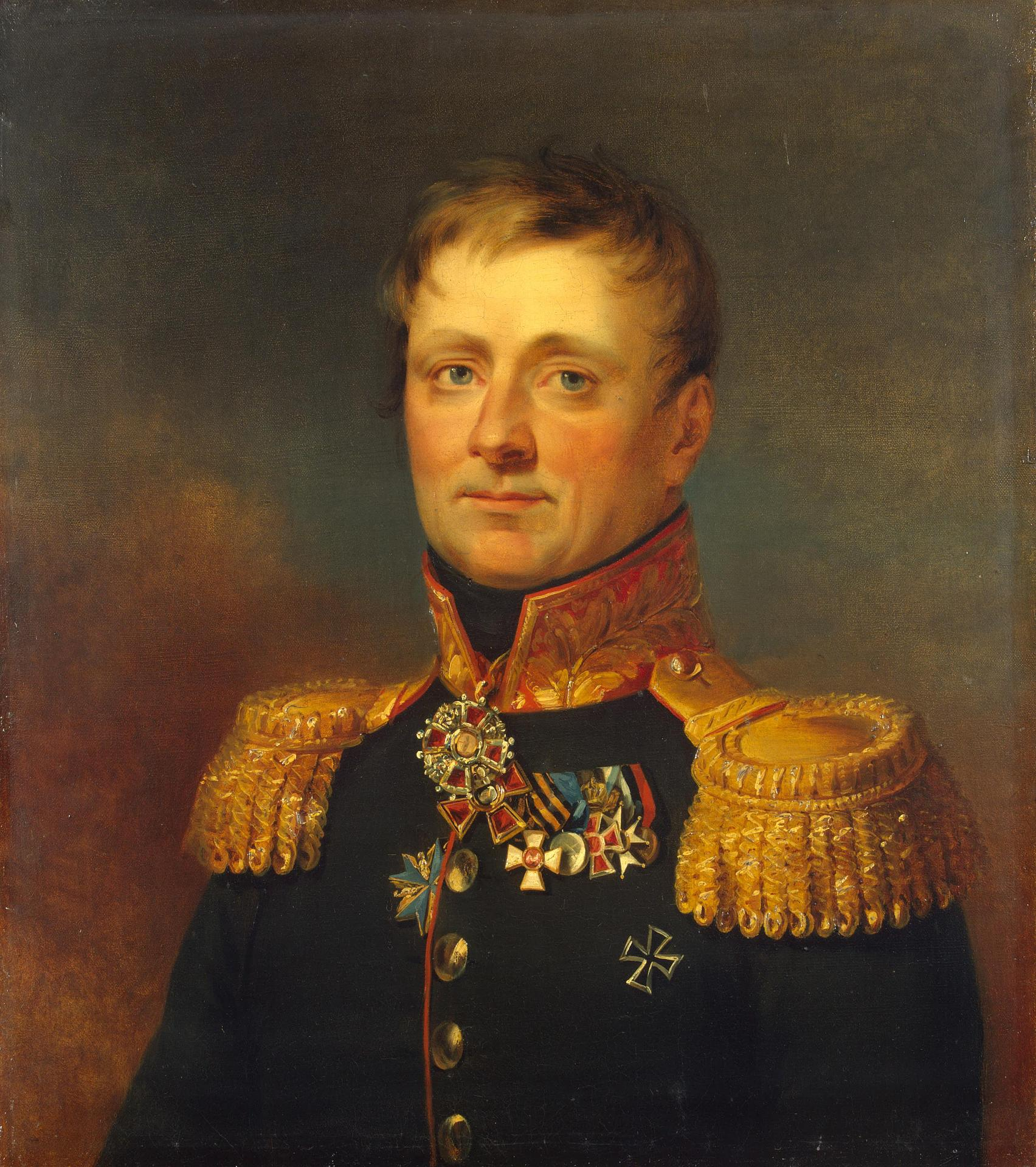
Karl Gustav von Staal

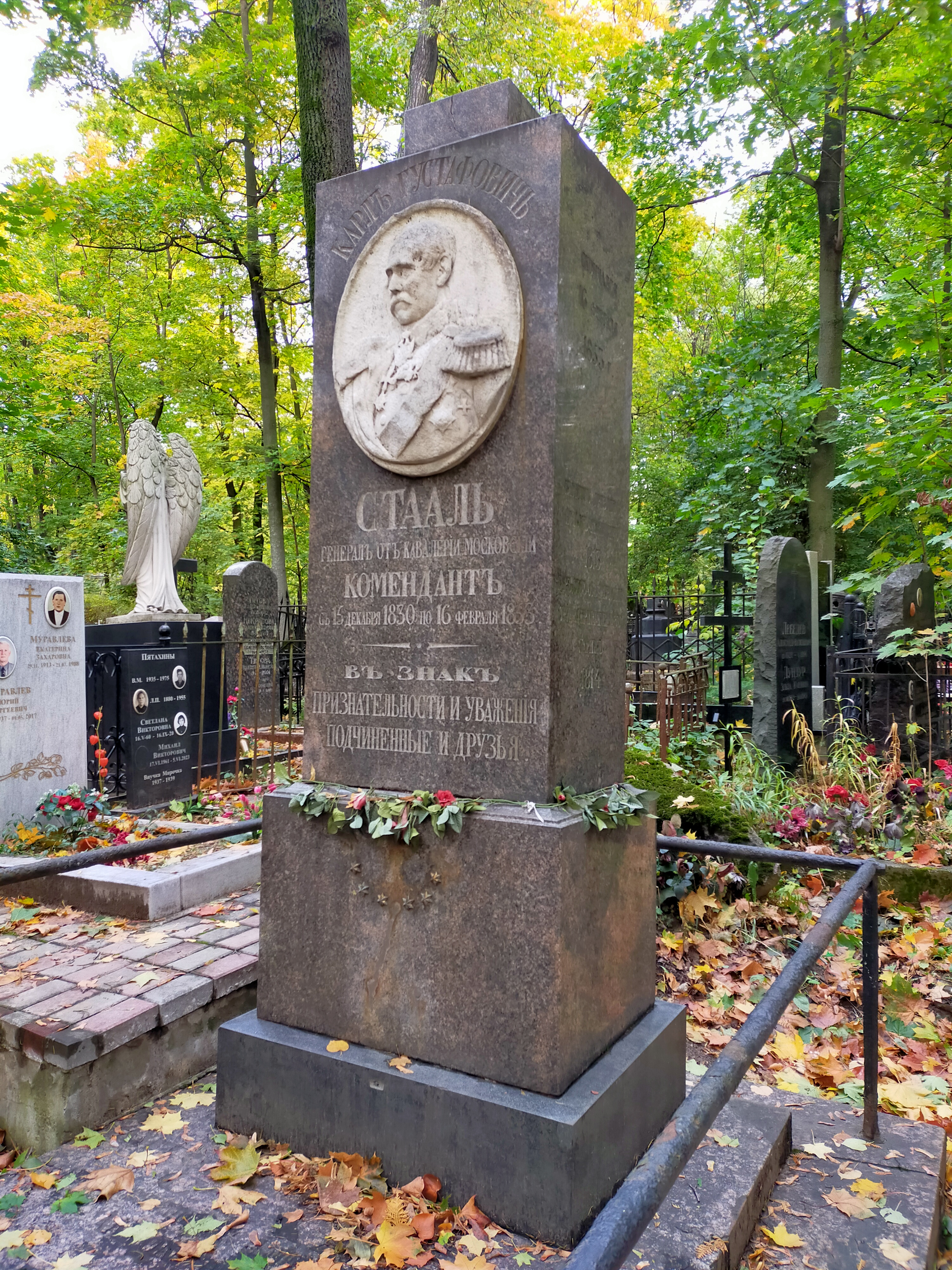
Grabmal Karl Gustav von Staal (Oktober 2023, Moskau)

Karl Gustav von Staal (russisch Карл Густавович Сталь/Karl Gustawowitsch Stal; * 19. Augustjul. / 30. August 1778greg. im Kirchspiel Rappel in Estland; † 4. Februarjul. / 16. Februar 1853greg. in Moskau) war ein baltendeutscher russischer General. Sein Porträt hängt in der Militär-Galerie des Winterpalasts in Sankt Petersburg.

## Leben
Karl Gustav von Staal war Angehöriger der estländischen Adelsfamilie von Staal Er trat im Jahr 1785 als Corporal in das Preobraschenski Leib-Garderegiment ein und wurde 1796 als Hauptmann dem Perejaslowski-Regiment (Jäger zu Pferd) zugeteilt. Er beteiligte sich an den italienisch-schweizerischen Kampfhandlungen 1799 im Zweiten Koalitionskrieg.
Aufgrund seiner Verdienste im Kampf gegen die Franzosen (u. a. in der Schlacht bei Preußisch Eylau und in der Schlacht bei Friedland) wurde er am 12. Oktober 1811 zum Oberst ernannt und zum Adjutanten des Zarewitsch Konstantin Pawlowitsch Romanow befördert.
Im Jahre 1812 wurde er Chef des Stabes der 5. Reserve-Korps der 1. russischen Westarmee und am 7. Februar 1814 wurde er zum Generalmajor befördert. Als Kommandant des Astrachaner Kirasirski-Regiments (das so genannte Regiment des 8. Januar 1814) zeichnete er sich in den Kämpfen aus und nahm schließlich an der Einnahme von Paris teil. Im Jahre 1818 wurde er Generalintendant der 2. Armee. Zwischen 31. Dezember 1819 und 21. April 1827 war er im Ruhestand und wurde dann wieder reaktiviert.
Von 1830 bis zu seinem Tod war er Kommandeur in Moskau; am 25. Juli 1833 wurde er zum  Generalleutnant befördert und am 10. Oktober 1843 General der Kavallerie.
Am 27. April 1838 wurde er zum Staatsrat ernannt.